# Jaime Angel Tapies
Jaime Angel Tapies (¿? - Barcelona, 9 de mayo de 1636) fue un compositor y maestro de capilla español.
Su nombre suele documentarse como Jaime Angel Tapies en las fuentes del siglo XX impresas en castellano y Jaume Àngel Tàpies en las fuentes catalanas, pero en las fuentes históricas se da en ocasiones el apellido como Tapias y el nombre como Iacobus Angelus, Jaume Angel, Jaume, Angel, Joan Miquel Angel o Michaeli Angelo. Firmaba con el nombre de Jaume-Angel Tapies.

## Vida
Se desconoce su origen y su formación musical. Las primeras noticias son de su elección el 16 de noviembre de 1593 como coadjutor del maestro de capilla de la Catedral de Barcelona, Julià Andreu Vilanova, que ya era muy mayor y estaba enfermo. Tapies, que era ya presbítero y beneficiado de la catedral barcelonesa, accedía al cargo como sucesor de Juan Pablo Pujol, que había dejado de ser coadjutor para ocupar el magisterio de la Catedral de Tarragona. Hasta ese momento no era tradición en Barcelona el organizar oposiciones para ocupar el cargo. Tapies inmediatamente pasó a tener la responsabilidad sobre la educación de los escolanes de cota de grana y morada. Los de cota de grana debía mantenerlos en su casa y educarlos; los de cota morada solo debía enseñarlos.
No se sabe cuándo pasó a ocupar el cargo de maestro de capilla debido a la desaparición o escasez de las actas capitulares, pero es de suponer que debió ser en 1599, poco después del fallecimiento del maestro Vilanova. Sus primeros años fueron conflictivos y el cabildo tuvo que intervenir entre el maestro y sus músicos por el reparto del dinero recibido por las actuaciones en las festas. El cabildo estableció la proporción que debían recibir el maestro, los infantes y los cantores, y el 23 de julio de 1600 una resolución capitular prohíbe al maestro de capilla, al dormitorero y a otros oficiales participar en procesiones de muertos, ya que su presencia continua en la catedral se consideraba imprescindible, aunque se aceptaban excepciones si el precentor o el sucentor y el canónigo más antiguo lo permitían. El 23 de julio de 1605 se volvía a tratar el tema y se creaban unas ordenaciones en las que definían las relaciones en la capilla de música: el maestro debe avisar a los cantores un día antes de cantar un oficio; como se deben repartir los ingresos; el reparto de cantores internos y externos según las ocasiones; que los nombres de los cantores asistentes y las actuaciones debían anotarse en un libro, además del recibí de los que hubiesen recibido pago. También se definía la participación del maestro de capilla en los beneficios de las actuaciones en cuatro partes.
También hubo tensiones con el cabildo catedralicio. En 1605 el cabildo recordaba al dormitorero y al maestro de canto que debían sentarse siempre en sus asientos del coro y no solo cuando tenían que cantar, bajo pena de seis dineros. Un año después, para extirpar «los grandes absurdos que habían sucedido por atropellar los oficios en el coro», se recordaba al maestro, al dormitorero y a los cuatro domeros que debían guardar las pausas a mitad y al final de cada verso en los salmos, bajo pena de ser privados de su oficio. Tanto el maestro como los cantores faltaban a menudo a los oficios y otros deberes, como el de preparar con antelación las lecciones que se debían leer o cantar en los maitines.
Dejó el magisterio el 31 de julio de 1612, habiendo siendo nombrado pocos meses antes beneficiado segundo de San Pablo y Santa Paula. Le sucedería en el cargo Juan Pablo Pujol, que en ese momento era maestro de capilla de la Basílica del Pilar en Zaragoza. Tapies pasó a ocupar el cargo de sucentor, cargo que llevaba anejo la administración de pingües prebendas y el uso de la tercera silla en el coro de la iglesia. Poco más tarde se le nombró coadjutor de la sucentoría debido a su delicada salud. La sucentoría sería para Fructuós Tos.
Todavía hay noticias de enfermedad de Tapies en 1634 y el 9 de mayo de 1636 fallecía en Barcelona, en su domicilio de la calle de Montsió.

## Obra
No se conservan composiciones de Tapies.